# Катакомби на капуцините
Катакомбите на капуцините (на италиански: Catacombe dei Cappuccini) са погребални катакомби в град Палермо, Италия.
Съдържат тленните останки на повече от 8 хиляди души, принадлежали към местния елит – духовници, благородници и представители на разни професии. Те са сред най-известните световни изложби на мумии (мумифицирани и балсамирани скелети), част от които висят, други лежат, трети се поставени в различни композиции.